# Puerto Morelos (comune)
Puerto Morelos è un comune del Messico, situato nello stato di Quintana Roo, il cui capoluogo è la località omonima.